# Possideo quia possideo
Possideo quia possideo frase latina che letteralmente significa: "Possiedo poiché possiedo".
È un brocardo latino elaborato nell'ambito degli studi dei giureconsulti civilisti, usato anche nell'ordinamento giuridico italiano, in particolare nelle controversie riguardanti il possesso di un bene.
A fronte dell'azione di reintegrazione o di rivendica che un soggetto intraprenda contro il possessore di un bene del quale assuma sia stato spogliato e del quale pretenda la restituzione, costui potrà limitare la sua difesa alla semplice indicazione del possesso di fatto, bastando per la legge il mero fatto del possesso: in altri termini, potrà semplicemente affermare possideo quia possideo. Questa è dunque la posizione che il convenuto (l'attuale possessore) oppone in eccezione alla richiesta di restituzione (attuata ad esempio tramite un'azione di rivendicatio o rivendica) dell'attore in giudizio, ossia colui che ne rivendica la restituzione. A carico dell'attore è perciò l'onere probatorio; è l'attore a dover provare in giudizio la piena e legittima titolarità del suo diritto; il convenuto, infatti, si limiterà solo ad affermare che lui possiede poiché possiede.
Il principio possideo quia possideo difende dunque la situazione di fatto dei possessi dei beni attribuendo loro rilevanza giuridica: il possesso è, in altri termini, presunto legittimo fino a prova contraria e potrà essere legalmente tolto a chi ne goda soltanto con l'intervento del giudice.
Questo principio fa parte, assieme ad altri, dell'insieme dei cosiddetti commoda possessionis. Non si tratta, malgrado l'assonanza (commoda), di un "comodo trattamento di favore" nei confronti del possessore, ma di un principio regolatore coerente con il senso dell'onus probandi, per il quale non è il convenuto a dover provare la validità del suo titolo, ma chi la mette in discussione, cioè l'attore, anche perché se così non fosse l'ordinamento non riuscirebbe a tenere i titolari dei diritti al riparo da azioni strumentali, o a fini di disturbo, e per conseguenza l'ordinamento non tutelerebbe a sufficienza i diritti che invece riconosce. 
In quest'ultimo senso, i commoda possessionis non ricevono un trattamento particolare rispetto ad altri diritti, ma quelle sul possesso materiale sono solo una delle categorie di diritti evidentemente più questionate e pertanto rivestono un rilievo di mera maggior frequenza di contestazione. Il possideo quia possideo vale solo per il diritto civile, non è opponibile ad esempio in procedimenti del diritto tributario o di quello penale.